# Horacio Podestá
Horacio Podestá, född 26 juli 1911 i Buenos Aires, död 15 juli 1999, var en argentinsk roddare.
Podestá blev olympisk bronsmedaljör i tvåa utan styrman vid sommarspelen 1936 i Berlin.